# Konzulat Republike Slovenije v Mendozi
Konzulat Republike Slovenije v Mendozi je diplomatsko-konzularno predstavništvo (konzulat) Republike Slovenije s sedežem v Mendozi (Argentina); spada pod okrilje Veleposlaništvu Republike Slovenije v Argentini.